# Хойерсхаузен
Хойерсхаузен (нем. Hoyershausen) — община в Германии, в земле Нижняя Саксония.
Входит в состав района Хильдесхайм. Население составляет 499 человек (на 31 декабря 2010 года). Занимает площадь 15,3 км².
Община подразделяется на 3 сельских округа.
| Год  | Население |
| ---- | --------- |
| 1990 | 554       |
| 1995 | 548       |
| 2000 | 525       |
| 2005 | 533       |
| 2010 | 506       |